# Empecta micheli
Empecta micheli är en skalbaggsart som beskrevs av Dewailly 1950. Empecta micheli ingår i släktet Empecta och familjen Melolonthidae. Inga underarter finns listade i Catalogue of Life.